# 1780年代
1780年代（せんななひゃくはちじゅうねんだい）は、西暦（グレゴリオ暦）1780年から1789年までの10年間を指す十年紀。

## できごと

### 1780年
- アメリカ、冬にニューヨーク湾が凍結。→小氷期。
- ヨーロッパ諸国による武装中立同盟の結成。

### 1781年
- ウィリアム・ハーシェルにより天王星が発見される。
- イマヌエル・カント、『純粋理性批判』第一版出版。
- 日本、改元して天明元年。
- 中国最大の漢籍叢書である四庫全書が完成。

### 1782年
- 4月6日 - タイ王国、ラーマ1世即位、バンコクに遷都。
- 日本、天明の大飢饉始まる（〜1787年）。

### 1783年
- 4月3日 - アメリカとスウェーデン間でアメリカ・スウェーデン友好通商条約を締結。
- 8月4日 - 浅間山の天明大噴火が発生。
- 9月3日 - イギリスがアメリカ合衆国の独立を承認。
- モンゴルフィエ兄弟の製作した熱気球で有人飛行に初めて成功。

### 1784年
- 2月23日 - 「漢委奴国王」金印発見。
- イマヌエル・カント、『純粋理性批判』第二版出版。

### 1785年
- アントワーヌ・ラヴォアジエ、水素と酸素を燃焼させ、水の合成に成功。

### 1786年
- モーツァルト、オペラ『フィガロの結婚』を初演。
- 田沼意次、老中を解任される。

### 1787年
- 徳川家斉、江戸幕府11代将軍となる。
- 松平定信、寛政の改革に着手。
- 10月 - モーツァルト、オペラ『ドン・ジョヴァンニ』を初演。

### 1788年
- エドワード・ギボン、『ローマ帝国衰亡史』を完結。
- ロシア・スウェーデン戦争 （-1790年）。

### 1789年
- 日本、改元して寛政元年。
- 4月30日 - ジョージ・ワシントン、アメリカ合衆国初代大統領に就任。
- 5月 - フランスで全国三部会開催。
- 7月14日 - バスティーユ牢獄襲撃によりフランス革命が始まる。
- 9月24日 - ワシントン、連邦保安官を任命。